# Marie Komnenovna (jeruzalémská královna)
Marie Komnenovna (1150/55? – 1217?) byla jeruzalémská královna, paní z Nábulusu a pravnučka císaře Manuela.
Narodila se jako starší dcera Jana Komnena, kyperského guvernéra. Roku 1167 se v Tyru stala chotí jeruzalémského krále Amauryho. Zřejmě na nátlak byzantské strany byla bohatě obvěněná Marie nejdříve korunována a až poté došlo ke svatebnímu obřadu. Amaury byl předtím, roku 1163, po nástupu na trůn, donucen zapudit manželku Anežku z Courtenay, matku svých dvou dětí. Obě děti z tohoto svazku byly prohlášeny za legitimní. Záminkou k rozvodu bylo pokrevní příbuzenství, podle některých také skutečnost, že byla v době sňatku s Amaurym již provdána za Huga z Ibelinu.
Marie Komnenovna neměla Anežku a její děti v lásce, a stejně tak později i její dcera Isabela. Amauryho smrt na úplavici roku 1174 soupeření obou žen zesílila, protože u následníka trůna Balduina IV. se projevilo malomocenství, které předznamenalo jeho krátký život a neschopnost zplodit potomstvo. Jeho dědičkami tedy byly sestry a okolo každé z nich se utvořila dvorská klika baronů hájících své zájmy. Roku 1177 se Marie Komnenovna provdala za Baliana z Ibelinu a ztratila tak své královské postavení.
Královna Sibyla, sestra malomocného Balduina, i s oběma dcerami zemřela roku 1190 a nárok na trůn tak připadl Isabele, dceři Marie Komnenovny, což se stalo pro její bezdětné manželství osudným. Konrád z Montferratu se společně s Marií Komnénovnou zasadil o zinscenování Isabelina rozvodu s Homfroiem z Toronu. Jako záminka posloužilo tvrzení, že Isabela byla donucena k uzavření sňatku nátlakem a že zženštilý Homfroi sňatek nikdy nezavršil tělesným spojením. Konráda krátce poté zavraždili asasíni a těhotná Isabela se opět provdala. Zemřela po květnu 1206. Marie svou dceru přežila, podílela se na uzavření sňatku své vnučky Alice ze Champagne a zemřela okolo roku 1217.